# Joëlle Bergeron
Joëlle Bergeron, född 28 juni 1949 i Charlieu, är en fransk partilös EU-parlamentariker, tillhörande Gruppen Frihet och direktdemokrati i Europa.
Bergeron valdes in i EU-parlamentet för Nationella fronten som partiets andranamn i den västfranska valkretsen. I en valdebatt uttalade hon sig för rösträtt för utländska medborgare, vilket fick Marine Le Pen och andra partiföreträdare att kräva hennes avgång. 
Bergeron lämnade då partiet och anslöt sig som oberoende ledamot till samma EU-grupp som bland andra Sverigedemokraterna.